# Aeolosia alba
Aeolosia alba är en fjärilsart som beskrevs av Pieter Cornelius Tobias Snellen 1904. Aeolosia alba ingår i släktet Aeolosia och familjen björnspinnare. Inga underarter finns listade i Catalogue of Life.